# Ai Orikasa
Ai Orikasa (jap. 折笠 愛 Orikasa Ai; właściwie Kikue Orikasa (jap. 折笠 きく江 Orikasa Kikue), ur. 12 grudnia 1963) – japońska aktorka głosowa oraz piosenkarka. Dawniej związana z Production Baobab.

## Wybrana filmografia
- 1988: Mały lord jako Cedie
- 1989: Księga dżungli jako Lala
- 1990: Samuraje z Pizza Kot jako Pururun, Itsumono Ko
- 1992: Wróżka z krainy kwiatów jako Ken
- 1995: Shin Kidōsenki Gundam Wing jako Quatre Raberba Winner
- 1996: Zorro jako Sella
- 1999: Virus Buster Serge jako Donna
- 2000: Gravitation jako Tohma Seguchi
- 2002: Beyblade jako Max Mizuhara
- 2002: Detective Conan: The Phantom of Baker Street
- 2013: Zyuden Sentai Kyoryuger jako Luckyuro